# АЭС Цуруга
АЭС Цуруга (яп. 敦賀発電所) — атомная электростанция (АЭС) в Японии.
Станция расположена на западе японского острова Хонсю на побережье Японского моря недалеко от одноименного города в префектуре Фукуи.
Строительство АЭС Цуруга началось в 1966 году, а в 1970 она была принята к эксплуатации. Всего на станции было построено два реактора, первый типа BWR разработки General Electric мощностью 357 МВт, является старейшим из находящихся в коммерческой эксплуатации. Второй — типа PWR фирмы Mitsubishi мощностью 1 160 МВт. Таким образом, общая мощность АЭС Цуруга достигала 1 538 МВт.
До аварии на АЭС Фукусима-1 планировалась постройка на месте АЭС Цуруга еще двух реакторов типа ABWR мощностью 1538 МВт к 2017 и 2018 годам соответственно. 

При этом, 8 ноября 2011 года 40 граждан Японии подали иск в суд против японской атомной энергетической компании, ответственной за АЭС Цуруга. Цель иска – отложить возможный перезапуск двух реакторов атомной станции. Граждане заявили, что возможная авария на АЭС Цуруга приведет к загрязнению питьевой воды густонаселенного региона, что поставит под угрозу жизни миллионов японцев. Стоит отметить, что исследовавшая этот вопрос группа экспертов при комитете по контролю за атомной энергетикой Японии подтвердила опасения. Второй реактор АЭС Цуруга расположен на активном разломе земной коры, что запрещено японскими законами. Вследствие этого повторный запуск АЭС Цуруга невозможен по японскому законодательству. 17 марта 2015 года было принято решение о выводе первого реактора АЭС Цуруга после более чем 40 лет работы.
С 2017 года на первом энергоблоке АЭС «Цуруга» ведутся работы по демонтажу.

## Инциденты
Март 1981 года ознаменовался выбросом радиации на первом энергоблоке. Всего поступило 16 тонн радиоактивной воды. Причём последствия были обнаружены только в апреле 1981 года.
12 ноября 2011 на первом энергоблоке вспыхнул пожар, вследствие короткого замыкания  в генераторе. Так как реактор в то время был остановлен, утечки радиации удалось избежать.
В феврале 2024 г. произошло задымление в турбинном зале остановленного первого энергоблока АЭС, информации о пострадавших в результате инцидента не поступало.

## Энергоблоки
| Энергоблок | Тип реакторов   | Мощность | Мощность | Начало строительства | Физпуск    | Подключение к сети | Ввод в эксплуатацию | Закрытие   |
| Энергоблок | Тип реакторов   | Чистый   | Брутто   | Начало строительства | Физпуск    | Подключение к сети | Ввод в эксплуатацию | Закрытие   |
| ---------- | --------------- | -------- | -------- | -------------------- | ---------- | ------------------ | ------------------- | ---------- |
| Цуруга-1   | BWR, BWR-2      | 340 МВт  | 357 МВт  | 24.11.1966           | 03.10.1969 | 16.11.1969         | 14.03.1970          | 27.04.2015 |
| Цуруга-2   | PWR, M (4-loop) | 1108 МВт | 1160 МВт | 06.11.1982           | 28.05.1986 | 19.06.1986         | 17.02.1987          | —          |